# انتفاضة أمل 1982
انتفاضة أمل في عام 1982، هي انتفاضة مسلحة ضد الحكومة الإيرانية من المنظمة الماوية، وهم اتحاد الشيوعيين الإيرانيين [الإنجليزية] (المعروف بـ«سربداران»).

## الخلفية
إن اتحاد الشيوعيين الإيرانيين (ساربيداران) [الإنجليزية]، باختصار هو منظمة ماوية، تبنت حرب الشعب كخط نضال لها. واختارَت مقاطعة أمل لتكون قاعدتها الثورية.

## التاريخ
كان عام 1982 عامًا مهمًا في تاريخ الشيوعية وتاريخ الماوية في إيران بشكل عام. في هذا العام حشد اتحاد الشيوعيين الإيرانيين (ساربيداران) [الإنجليزية] قواته في الغابات حول أمل وشَنَّ حملة مسلحة ضد فكرة الجمهورية الإسلامية. ونظَّمَت انتفاضة في 25 كانون الثاني 1982 بقيادة سياماك زعيم. كانت الانتفاضة في النهاية فاشلة وأُطلِقَت النيران على العديد من قادة الشيوعيين والماويين. اعتقل الحرس الثوري زعيم بعد أن استعادوا أمل بالقوة، وأعدموه في نهاية المطاف في عام 1984، على الرغم من العفو عن الموت الذي صدر للمساعدة في إنهاء القتال لمن شارك في التمرد.

## آثار ما بعد الانتفاضة
بعد فشل الانتفاضة، مَرَّ اتحاد الشيوعيين الإيرانيين (ساربيداران) [الإنجليزية] بفترة صعبة، حيث اُعتُقِل أو قُتِل معظم قياداتهم وأعضائهم في الانتفاضة. كما عانى بقيتهم من أزمات نظرية وسياسية مختلفة.

## في الثقافة الشعبية
أُصدِر فلم بعنوان الأسماك السوداء الصغيرة (بالفارسية: ماهی سیاه کوچولو) عام 2014 للمخرج ماجد إسماعيلي بارسا عن انتفاضة أمل.

## طالِع أيضًا
- عصيان الحزب الديمقراطي الكردي في إيران
- الأنصار (العراق) [الإنجليزية]
- تمرد الماويين في تركيا

## روابط خارجية
- إيران: الذكرى الثانية والثلاثون لانتفاضة أمل
- صور لحرب عصابات اتحاد الشيوعيين الإيرانيين